# Ken Downing
Ken Downing (n. 5 decembrie 1917 - d. 3 mai 2004) a fost un pilot englez de Formula 1 care a evoluat în Campionatul Mondial în sezonul 1952.